# Cyathea cervantesiana
Cyathea cervantesiana är en ormbunkeart som beskrevs av A. Rojas. Cyathea cervantesiana ingår i släktet Cyathea och familjen Cyatheaceae. Inga underarter finns listade.